# Quincié-en-Beaujolais
Quincié-en-Beaujolais és un municipi francès situat al departament del Roine i a la regió d'Alvèrnia-Roine-Alps. L'any 2007 tenia 1.170 habitants.

## Demografia

### Població
El 2007 la població de fet de Quincié-en-Beaujolais era de 1.170 persones. Hi havia 490 famílies de les quals 148 eren unipersonals (68 homes vivint sols i 80 dones vivint soles), 159 parelles sense fills, 159 parelles amb fills i 24 famílies monoparentals amb fills.
La població ha evolucionat segons el següent gràfic:
Habitants censats

### Habitatges
El 2007 hi havia 617 habitatges, 505 eren l'habitatge principal de la família, 73 eren segones residències i 39 estaven desocupats. 549 eren cases i 68 eren apartaments. Dels 505 habitatges principals, 349 estaven ocupats pels seus propietaris, 119 estaven llogats i ocupats pels llogaters i 37 estaven cedits a títol gratuït; 4 tenien una cambra, 27 en tenien dues, 84 en tenien tres, 109 en tenien quatre i 282 en tenien cinc o més. 396 habitatges disposaven pel capbaix d'una plaça de pàrquing. A 246 habitatges hi havia un automòbil i a 220 n'hi havia dos o més.

### Piràmide de població
La piràmide de població per edats i sexe el 2009 era:
| Homes | Edats   | Dones |
| ----- | ------- | ----- |
| 0     | 95 o +  | 0     |
| 0     | 90 a 94 | 4     |
| 12    | 85 a 89 | 12    |
| 8     | 80 a 84 | 12    |
| 16    | 75 a 79 | 12    |
| 28    | 70 a 74 | 36    |
| 36    | 65 a 69 | 36    |
| 40    | 60 a 64 | 44    |
| 44    | 55 a 59 | 20    |
| 32    | 50 a 54 | 40    |
| 32    | 45 a 49 | 20    |
| 36    | 40 a 44 | 36    |
| 28    | 35 a 39 | 48    |
| 64    | 30 a 34 | 64    |
| 40    | 25 a 29 | 36    |
| 20    | 20 a 24 | 28    |
| 24    | 15 a 19 | 28    |
| 28    | 10 a 14 | 48    |
| 36    | 5 a 9   | 44    |
| 36    | 0 a 4   | 36    |

## Economia
El 2007 la població en edat de treballar era de 740 persones, 577 eren actives i 163 eren inactives. De les 577 persones actives 546 estaven ocupades (289 homes i 257 dones) i 32 estaven aturades (12 homes i 20 dones). De les 163 persones inactives 80 estaven jubilades, 51 estaven estudiant i 32 estaven classificades com a «altres inactius».

### Ingressos
El 2009 a Quincié-en-Beaujolais hi havia 505 unitats fiscals que integraven 1.215,5 persones, la mediana anual d'ingressos fiscals per persona era de 16.606 €.

### Activitats econòmiques
Dels 81 establiments que hi havia el 2007, 2 eren d'empreses alimentàries, 4 d'empreses de fabricació d'altres productes industrials, 19 d'empreses de construcció, 19 d'empreses de comerç i reparació d'automòbils, 5 d'empreses de transport, 12 d'empreses d'hostatgeria i restauració, 1 d'una empresa d'informació i comunicació, 3 d'empreses financeres, 1 d'una empresa immobiliària, 10 d'empreses de serveis, 3 d'entitats de l'administració pública i 2 d'empreses classificades com a «altres activitats de serveis».
Dels 27 establiments de servei als particulars que hi havia el 2009, 1 era una oficina de correu, 1 una oficina bancària, 4 tallers de reparació d'automòbils i de material agrícola, 1 taller d'inspecció tècnica de vehicles, 3 paletes, 4 guixaires pintors, 5 fusteries, 2 lampisteries, 2 electricistes, 1 perruqueria i 3 restaurants.
Dels 3 establiments comercials que hi havia el 2009, 1 era una botiga de menys de 120 m², 1 una fleca i 1 una floristeria.
L'any 2000 a Quincié-en-Beaujolais hi havia 154 explotacions agrícoles que ocupaven un total de 848 hectàrees.

## Equipaments sanitaris i escolars
El 2009 hi havia una escola elemental.

## Poblacions més properes
El següent diagrama mostra les poblacions més properes.